# Lacul Bucecea
Lacul Bucecea este un lac de acumulare aflat pe cursul superior al râului Siret, la 50 de km de la intrarea acestuia în România și la 168 de km de la izvorul său. Barajul este amplasat în dreptul orașului Bucecea,  județul Botoșani (malul stâng) și al comunei Hânțești, județul Suceava (malul drept), la 25 de km aval de acumularea Rogojești. 
Barajul este realizat din pământ omogen, cu diguri de închidere, prevăzut cu un evacuator de beton tip mobil, cu mască de beton în amonte. Amplasată în prelungirea culeei mal stâng, priza de apă este de tip gravitațional aferent aducțiunii de apă Botoșani – Dorohoi de 9,5 mc, realizată din conductă din tuburi de beton vibrovacumat cu diametrul de 2200 mm.
Funcțiunea principală a barajului este acea de alimentare cu apă a localităților Botoșani, Dorohoi, Bucecea și altele, dar și de apărare de inundații.

## Caracteristici principale
Barajul
- cotă retenție normală = 271,00 m.d.m.;
- cotă coronament = 274,00 m.d.m.;
- înălțime baraj = 20,00 m;
- tipul descărcătorului este deversor cu prag lat;
- numărul și lățimea câmpurilor deversoare = 4 x 16,00 m;
- lungimea frontului evacuat = 74,30 m;
- cota pragului deversor = 262,50 m.d.m.;
- înălțimea evacuatorului = 12,00 m.

Lacul
- suprafața lacului (luciu de apă) = 550,00 ha;
- volum total în lac = 18,00 milioane mc.